# Biophytum santanderense
Biophytum santanderense är en harsyreväxtart som beskrevs av Paul Erich Otto Wilhelm Knuth. Biophytum santanderense ingår i släktet Biophytum och familjen harsyreväxter. Inga underarter finns listade i Catalogue of Life.